# Броц (Белуно)
Броц (итал. Broz) је насеље у Италији у округу Белуно, региону Венето.
Према процени из 2011. у насељу је живело 204 становника. Насеље се налази на надморској висини од 962 м.